# Lipowiec (powiat ostródzki)
Lipowiec – osada w Polsce położona w województwie warmińsko-mazurskim, w powiecie ostródzkim, w gminie Ostróda.
W latach 1975–1998 miejscowość należała administracyjnie do województwa olsztyńskiego.